# Ousmane Traoré
Ousmane Traoré (ur. 6 marca 1977 w Wagadugu) – burkiński piłkarz grający na pozycji obrońcy.

## Kariera klubowa
Karierę piłkarską Traoré rozpoczął w klubie ASFA Yennenga ze stolicy kraju Wagadugu. W jego barwach zadebiutował w 1997 roku w pierwszej ligi burkińskiej. W ASFA Yennega grał do 2000 roku. Z klubem tym wywalczył mistrzostwo kraju w 1999 roku, a także zdobywał z nim Puchar Liderów Burkina Faso (2000). W sezonie 2000/2001 występował w ASF Bobo-Dioulasso.
W 2001 roku Traoré odszedł do francuskiego trzecioligowca ASOA Valence, z którym w 2002 roku awansował do drugiej ligi. W 2003 roku odszedł do FC Lorient, gdzie spędził jeden sezon. W sezonie 2004/2005 był piłkarzem Grenoble Foot 38, a w sezonie 2005/2006 czwartoligowym US Roye. Następnie przez rok grał w AS Saint-Priest, a przez kolejny w saudyjskim Al-Watani z Tabuku. W sezonie 2008/2009 występował w SO Chambéry, a latem 2009 przeszedł do malijskiego Cercle Bamako. W sezonie 2010/2011 grał w AS Valence, a w sezonie 2011/2012 w FC Échirolles.

## Kariera reprezentacyjna
W reprezentacji Burkiny Faso Traoré zadebiutował w 1998 roku. W 2000 roku wystąpił w 3 meczach Pucharu Narodów Afryki 2000: z Senegalem (1:3), z Zambią (1:1) i z Egiptem (2:4). W 2002 roku rozegrał jedno spotkanie w Pucharze Narodów Afryki 2002, z Ghaną (1:2), a w 2004 roku jedno w Pucharze Narodów Afryki 2004, z Kenią (0:3).